# Bulbothrix subklementii
Bulbothrix subklementii är en lavart som beskrevs av Marcelli. Bulbothrix subklementii ingår i släktet Bulbothrix och familjen Parmeliaceae.   Inga underarter finns listade i Catalogue of Life.